# Cơ cấu chấp hành dây cua-roa đứng

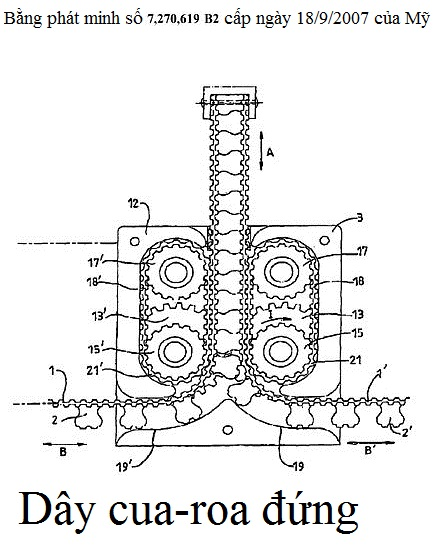
Hình vẽ minh họa dây cua-roa đứng

Cơ cấu chấp hành dây cua-roa đứng còn được gọi là cơ cấu chấp hành dây cua-roa kéo-đẩy, cơ cấu chấp hành dây cua-roa khóa kéo là một thiết bị truyền động cơ khí theo chuyển động thẳng được sử dụng trong các ứng dụng đẩy-kéo và thang máy. Thiết bị truyền động này là một thiết bị sử dụng dây cua-roa và bánh răng để tạo thành một chùm lồng nhau hoặc bộ phận cột để truyền lực kéo và lực đẩy. Thiết bị truyền động dây cua-roa đứng có thể di chuyển tải động lên đến khoảng 104.3 kg hơn khoảng 91.44 cm hành trình.

## Nguyên lý hoạt động
Cơ cấu truyền động dây cua-roa đứng có thể được coi là thiết bị thanh răng và bánh răng mà sử dụng một thanh răng linh hoạt. Cơ cấu truyền động dây cua-roa đứng sử dụng hai dây cua-roa bằng nhựa gia cố, gài với các bánh răng gắn vào ổ trục bên trong hộp nối. Các dây cua-roa này đều có các ổ (bearing) mang tải đều nhau nằm trên bề mặt không chống đỡ (non-ribbed). Khi các bánh răng quay, dây cua-roa đứng sẽ xoay 90 độ qua hộp nối, sẽ khóa các khối lại giống như một zipper (khóa kéo) thành một khối chuyển động thẳng đứng vững chãi. Kết quả là chùm hay cột được tạo ra chống lại lực căng và nén (oằn) theo chiều thẳng đứng rất hiệu quả. Bởi vì các bộ phận của cơ cấu chấp hành này có thể gấp trên chính nó, nó có thể được cất giữ tương đối gọn theo kiểu bình thường, hoặc là xếp chồng hoặc cuộn là cuộn lại. Cơ cấu truyền động này được điều khiển bằng một động cơ điện.

## Phát triển
Cơ cấu truyền động dây cua-roa đứng là một biến thể phi kim hiệu quả của cơ cấu truyền động xích đứng. Tuy nhiên, trong khi cơ cấu chấp hành xích đứng đã có khoảng từ giữa thế kỷ 20, công nghệ dây cua-roa đứng đã không xuất hiện ngay cho đến đầu thế kỷ 21. Joël Bourc'His đã nhận được bằng sáng chế cho "Cơ cấu truyền động dây cua-roa chuyển động thẳng" vào năm 2007.